# Otto Warburg (botaniste)
Pour les articles homonymes, voir Otto Warburg.
Otto Warburg est un botaniste allemand, né le 20 juillet 1859 à Hambourg et mort en 1938.

## Biographie
Il est professeur au séminaire oriental de Berlin à partir de 1897. Il devient membre de la Royal Society en 1934. Il est spécialiste de la taxinomie végétale ainsi que de la culture des plantes tropicales.
Otto Warburg, de confession juive, adhère aux idées du sionisme. En 1908, il crée en collaboration avec le docteur Arthur Ruppin (1876-1943), la société Hahsharat Hayishouv, responsable de l'acquisition de terrains en Palestine, en vue de l'installation des pionniers de l'époque.   

## Publications
- Über den Bau des Holzes von Caulotretus heterophyllus. Diss. rer. nat. Straßburg 1883.
- Die Muskatnuss. Ihre Geschichte, Botanik, Kultur, Handel und Verwerthung sowie ihre Verfälschungen und Surrogate. Zugleich ein Beitrag zur Kulturgeschichte der Banda-Inseln. Verlag Engelmann Leipzig 1897. Text im ganzen Online gestellt.
- Monsunia. Beiträge zur Kenntniss der Vegetation des süd- und ostasiatischen Monsungebietes. Verlag Engelmann Leipzig 1900.
- Die Kautschukpflanzen und ihre Kultur. Berlin 1900.
- Geschichte und Entwicklung der angewandten Botanik. In: Berichte der Deutschen Botanischen Gesellschaft Bd. 19, 1901, S. 153–183.
- Kulturpflanzen der Weltwirtschaft. Verlag R. Voigtländer Leipzig 1908.
- Die Pflanzenwelt. 3 Bände, Bibliographisches Institut, Leipzig 1913, 1916 und 1922.